# Orlando Martínez
Orlando Martínez Romero, född 2 september 1944, död 22 september 2021 i Havanna, var en kubansk boxare som tog OS-guld i bantamviktsboxning 1972 i München. I finalen vann han med 5-0 över Alfonso Zamora från Mexiko.